# Karl von Oppen
Karl August Friedrich Wilhelm Ferdinand Gustav von Oppen (* 2. April 1824 in Siede, Kreis Soldin; † 9. Mai 1896 in Altfriedland) war ein preußischer Generalleutnant und Kommandant von Breslau.

## Leben

### Herkunft
Karl war ein Sohn des preußischen Generalleutnants Adolf Friedrich von Oppen (1762–1834) und dessen dritten Ehefrau Jeannette, geborene von Rohr (1788–1871).

### Militärkarriere
Nach dem Besuch der Kadettenhäuser in Potsdam und Berlin wurde Oppen am 9. August 1842 als Portepeefähnrich dem Garde-Kürassier-Regiment der Preußischen Armee überwiesen. Am 18. August 1842 erfolgte seine Versetzung in das Regiment der Gardes du Corps. Oppen erhielt am 10. Januar 1843 den Charakter als Sekondeleutnant und wurde am 11. Mai 1848 einrangiert. Von Ende Oktober 1849 bis Ende September 1851 war er zur Militärreitschule Schwedt kommandiert. Bis Mitte März 1857 avancierte er zum Rittmeister und Chef der 8. Kompanie im Regiment der Gardes du Corps. Am 30. Juni 1859 wurde er Kommandeur der 4. Eskadron. Am 25. Juni 1864 zum Major befördert, wurde er drei Tage später zum etatsmäßigen Stabsoffizier ernannt. In dieser Eigenschaft nahm Oppen 1866 während des Krieges gegen Österreich an den Kämpfen bei Skalitz, Schweinschädel und Königgrätz sowie der Einschließung von Josefstadt teil. Nach dem Krieg wurde er am 14. Januar 1868 Kommandeur des Leib-Kürassier-Regiments (Schlesisches) Nr. 1 in Breslau und stieg am 22. März 1868 zum Oberstleutnant auf.
Nach der Mobilmachung anlässlich des Krieges gegen Frankreich wurde Oppen am 26. Juli 1870 Oberst und führte sein Regiment bei Beaumont, Sedan, Coulmiers, Orleans, Jouy-le-Potier, Loigny-Poupry, Artenay, Patay, Boissy-la-Rivière, Le Mans sowie der Belagerung von Paris. Neben dem Eisernen Kreuz und dem Mecklenburgischen Militärverdienstkreuz II. Klasse erhielt Oppen für sein Wirken das Komturkreuz des Bayerischen Militärverdienstordens.
Unter Stellung à la suite seines Regiments wurde Oppen am 22. Januar 1874 zum Kommandeur der ebenfalls in Breslau stationierten 11. Kavallerie-Brigade ernannt und anlässlich der 200-Jahr-Feier des Leib-Kürassier-Regiments (Schlesisches) Nr. 1 mit dem Kronen-Orden II. Klasse ausgezeichnet. Ende Oktober 1874 avancierte er zum Generalmajor, wurde am 9. Oktober 1880 Kommandant von Breslau und in dieser Stellung Mitte November 1880 zum Generalleutnant befördert. In Genehmigung seines Abschiedsgesuches wurde Oppen unter Verleihung des Kronen-Ordens I. Klasse am 19. Februar 1885 mit Pension zur Disposition gestellt.

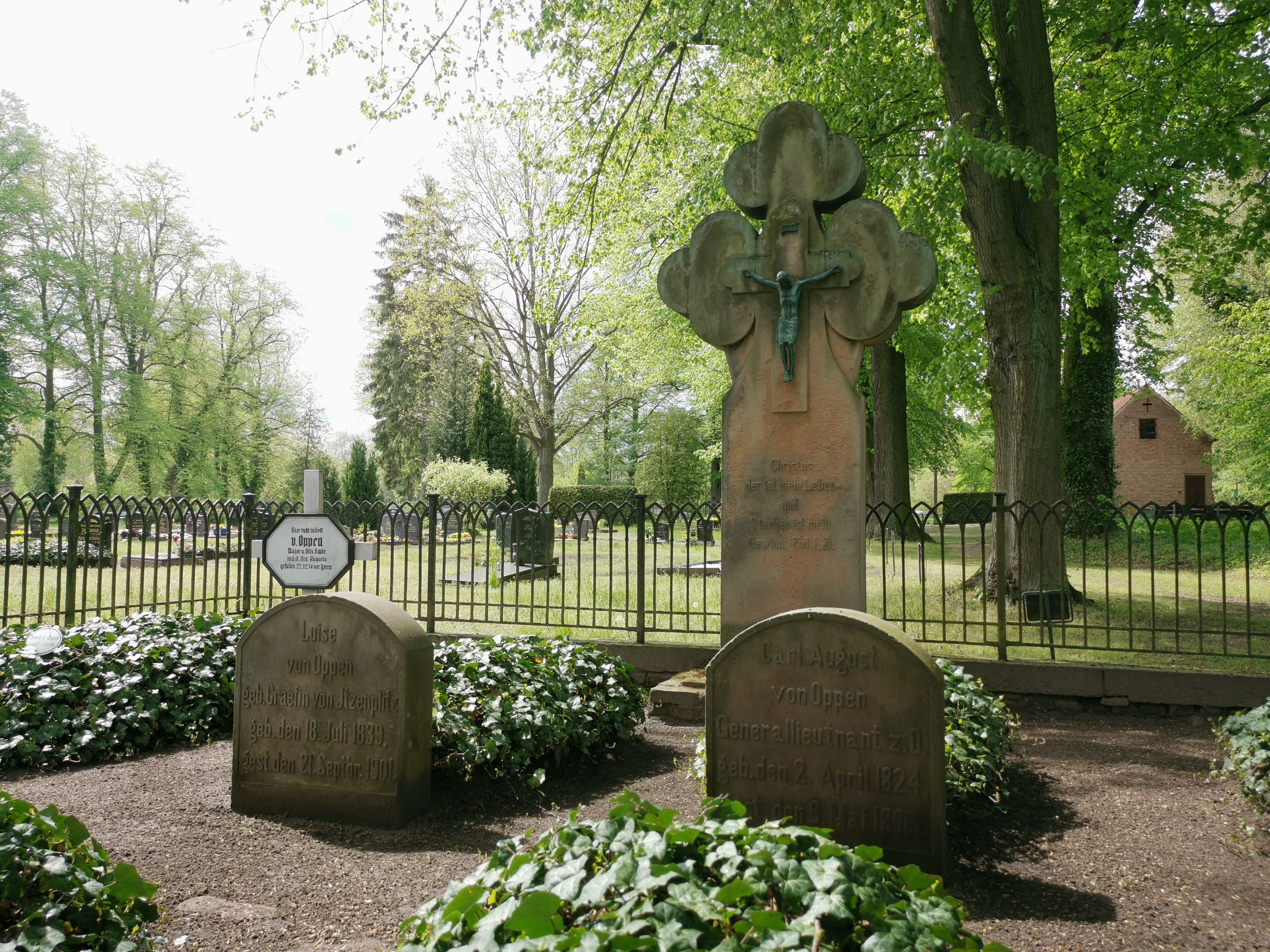
Grabstätte auf dem Friedhof Altfriedland

Nach seiner Verabschiedung bewirtschaftete er bis zu seinem Tod den Besitz seiner zweiten Ehefrau, Altfriedland. Anlässlich des 25. Jahrestages der Schlacht von Loigny-Poupry verlieh ihm Kaiser Wilhelm II. den Roten Adlerorden I. Klasse mit Eichenlaub. Er starb etwas später am 9. Mai 1895 in Altfriedland.

### Familie
Oppen heiratete am 1. Juli 1852 in Berlin Valeska von Drieberg (1833–1862), die Erbtochter des Kammerherren Friedrich Johann von Drieberg. Nach ihrem Tod heiratete er am 21. Mai 1867 in Berlin Gabriele Marie Gräfin von Itzenplitz (1839–1901), eine Tochter des Heinrich Friedrich von Itzenplitz. Aus den Ehen gingen folgende Kinder hervor:
- Luise (* 1853) ⚭ 1881 Arthur von Klitzing (* 1852), Sohn von Max von Klitzing
- Friedrich (1855–1929), preußischer Kammerherr und Zeremonienmeister ⚭ 1884 Luise Gräfin von Itzenplitz (1853–1929)
- Johanne (* 1857) ⚭ 1887 Bogislaw Graf von Pfeil und Klein-Ellguth (1849–1910)[2]
- Georg (1858–1915), preußischer Oberst z. D. ⚭ 1886 Marie Freiin von Vincke (* 1860), Eltern des Generalmajors Rudolf von Oppen (1887–1954)
- Rudolf (* 1860), preußischer Major a. D. ⚭ 1893 Viktoria von Bonin (1866–1930), Tochter von Adolf von Bonin
- Heinrich (1869–1925), Polizeipräsident von Breslau ⚭ 1899 Hildegard von der Planitz (* 1874), Tochter von Ernst von der Planitz
- Karl Siegfried (*/† 1870)
- Wilhelm (1871–1873)
- Matthias (1873–1924), Geheimer Regierungsrat ⚭ 1903 Asta von Roeder (1882–1976)
- Konrad (1875–1914), preußischer Major im Königin Augusta Garde-Grenadier-Regiment Nr. 4 ⚭ 1906 Helene von Ruville (1879–1966), Eltern von Dietrich von Oppen
- Joachim (1879–1948) ⚭ 1908 Anna von Rohr (* 1883)
- Wilhelm (1882–1938) ⚭ Marie von Arnim (* 1883)